# Musée imaginaire
Un musée imaginaire est un ensemble d'œuvres d'art qu'une personne tient pour essentielles ou considère comme ses préférées, de sorte que, si elle en avait la possibilité, elle les réunirait dans un même musée idéal.
L'expression est étroitement associée au Musée imaginaire d'André Malraux, un essai de 1947 où le principe qu'elle désigne est mis en scène. 

## Musées imaginaires personnels notables
D'autres personnalités ont depuis lors fait connaître leur propre sélection, ainsi Paul Veyne dans Mon musée imaginaire, publié en 2010. Michel Butor s'est également prêté à l'exercice dans Le Musée imaginaire de Michel Butor, ouvrage paru en 2015 et réédité en 2019.

## Musées imaginaires sur des thèmes
Certains ouvrages  sur les musées imaginaires  s'intéressent à des thèmes précis. Par exemple les essais Le corps, miroir du monde : Voyage dans le musée imaginaire de Nicolas Bouvier, de Jean Starobinski en  2000, Le musée imaginaire d'Hannah Arendt, de Bérénice Levet en 2011, ou encore Le musée imaginaire des oeuvres musicales,  de Lydia Goehr en 2018.

## Musée imaginaire de Mikhaïl Chemiakine

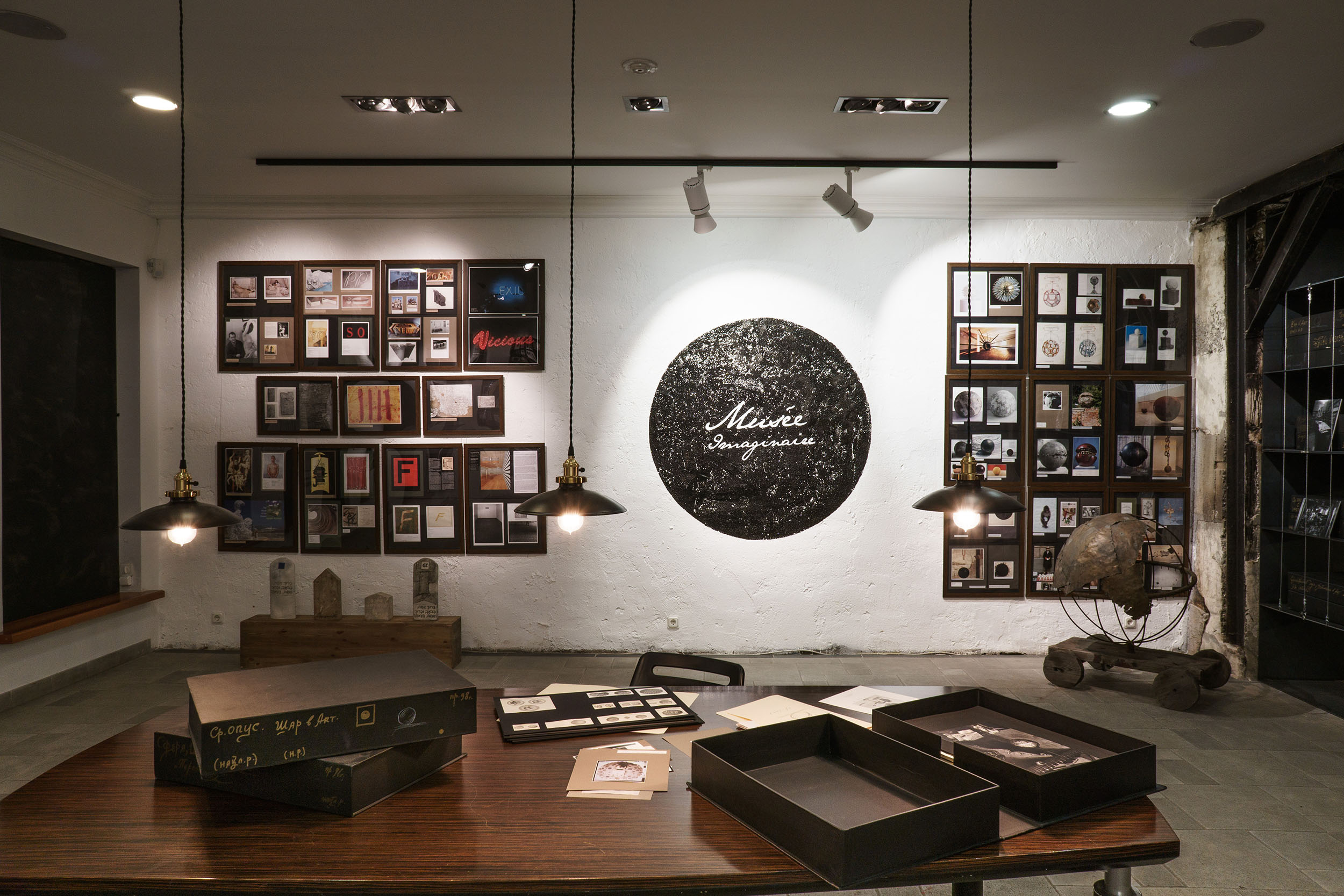
Musée imaginaire de Chemiakine

Le musée imaginaire de Mikhail Chemiakine est un projet de recherche de l'artiste Mikhaïl Chemiakine, qui considère l'histoire de l'art du point de vue de la transformation des images. La base de la méthodologie de recherche est l'interprétation et la systématisation des images visuelles. Les études sont présentées sous forme de feuilles sur lesquelles sont collées des images, regroupées selon le principe de généralité visuelle — thématique, stylistique, figurative, iconographique, etc.
Le projet de Mikhail Chemiakine a été inspiré par un essai de André Malraux, qui a le premier formulé le concept du Musée imaginaire. Il a proposé de juxtaposer des œuvres d'art de différentes cultures et époques pour analyser l'image changeante ou, comme l'écrivait Malraux, la métamorphose. De plus, il a suggéré à chacun de composer son propre musée personnel, en sélectionnant des œuvres sans se fier aux opinions et aux choix limités des grandes institutions. Cela a été rendu possible par la prolifération massive de la photographie.
Le "Musée Imaginaire" apparaît comme une alternative au musée classique dans l'évaluation de l'art contemporain, pour lequel aucune exigence esthétique claire n'a été définie. Mikhail Chemiakine a choisi comme objectif de son musée personnel d'analyser les formes d'artistes de différentes cultures et époques afin de trouver leur source originelle. Par exemple, il arrive à la conclusion que l'iconographie chrétienne de Lazare de Béthanie et de l'ancienne momie égyptienne sont les principales sources d'un grand nombre d'œuvres d'art utilisant l'image de l'emmaillotage, du bandage et de l'emballage.